# Brain Damage in Oklahoma City
Brain Damage in Oklahoma City je kompilační album složené z dříve nevydaných nahrávek amerického hudebníka Anguse MacLise. Vydáno bylo 5. září roku 2000 společnostmi Siltbreeze a Quakebasket. Obsahuje nahrávky z let 1967 až 1970. Album sestavil hudebník Tim Barnes, což byl vlastník vydavatelství Quakebasket. Autorem poznámek k albu (tzv. liner notes) je Tony Conrad a autorem fotografií Ira Cohen. Obsahuje celkem osm skladeb, přičemž první a poslední nahrál MacLise na cimbál. Vedle jiných se na nahrávkách podíleli Henry Flynt, Jackson Mac Low a Daniel Abdal-Hayy Moore.

## Seznam skladeb
| Pořadí | Název                                                    | Délka |
| ------ | -------------------------------------------------------- | ----- |
| 1.     | Another Druid's Nest                                     | 0:41  |
| 2.     | Haight Riot Mime                                         | 3:40  |
| 3.     | Epiphany                                                 | 9:04  |
| 4.     | Loft College                                             | 2:26  |
| 5.     | Drum Solo                                                | 6:25  |
| 6.     | Dreamweapon Benefit for Oklahoma City Police Dept. Pt. 1 | 30:35 |
| 7.     | Dreamweapon Benefit … Pt. 2                              | 13:09 |
| 8.     | Cembalum                                                 | 3:48  |

## Obsazení
Hudebníci
- Angus MacLise – cimbál (1, 8), bonga (2, 5), ruční buben (3), páska (4), konga (5, 6, 7)
- Daniel Abdal-Hayy Moore – hlas (2)
- Hetty MacLise – varhany (3), tambura (6, 7)
- Henry Flynt – flétna (6, 7), hlas (6, 7)
- Jackson Mac Low – zobcová flétna (6, 7)
- Tony Conrad – limp string (6, 7)

Technická podpora
- Hetty MacLise – design obalu (původní plakát)
- Mike Barrett – design obalu
- Tony Conrad – poznámky k albu (liner notes)
- Tim Barnes – sestavení alba
- Ira Cohen – fotografie